# Memorial de Guerra Australiano
O Memorial de Guerra Australiano (em inglês: Australian War Memorial) é o memorial nacional da Austrália que homenageia  membros de todas as suas forças armadas e organizações de apoio que morreram ou participaram nas guerras envolvendo a Commonwealth da Austrália. O memorial inclui um museu militar nacional. O Memorial de Guerra Australiano foi inaugurado em 1941, e é amplamente considerado como um dos monumentos mais significativos de seu tipo no mundo. Está localizado na capital do país, Camberra.
O memorial fica ao norte do eixo de cerimonial da cidade, que se estende desde a Casa do Parlamento em Capital Hill. Nenhuma estrada contínua liga os dois pontos, mas há uma linha de visão clara da varanda da frente do Parlamento para o Memorial da Guerra, e da frente do Memorial da Guerra de volta para a Casa do Parlamento.
O Memorial de Guerra da Austrália é composto por três partes: a Área Comemorativa (santuário), que inclui o Salão da Memória com o túmulo do Soldado Australiano Desconhecido, as galerias do Memorial (Museu) e o Centro de Pesquisa (registros). O Memorial também possui um jardim de esculturas ao ar livre. O Memorial está atualmente aberto diariamente das 10h às 17h, exceto no dia de Natal.
Muitas pessoas incluem Anzac Parade como parte do Memorial de Guerra Australiano por causa do design físico da parada que conduziu ao Memorial de Guerra, mas é mantido separadamente pelo National Capital Authority (NCA).

## História
Charles Bean, historiador oficial da Austrália da Primeira Guerra Mundial, concebeu um memorial de museu aos soldados australianos enquanto observava as batalhas de 1916 na França. A seção australiana de registros de guerra foi criada em maio de 1917 para garantir a preservação dos registros relativos à guerra que estava sendo travada no momento. Registros e relíquias foram exibidos primeiro em Melbourne e depois em Canberra.
Um concurso de arquitetura em 1927 não teveu uma entrada vencedora. Dois dos participantes, os arquitetos de Sydney Emil Sodersten e John Crust, foram encorajados a apresentar um projeto conjunto. Um orçamento limitado e os efeitos da depressão limitaram o escopo do projeto. [2]
O edifício foi concluído em 1941, após o início da Segunda Guerra Mundial. Foi inaugurado oficialmente após uma cerimônia do Dia da Memória, em 11 de novembro de 1941, pelo então Governador-Geral Lord Gowrie, um ex-soldado cujas honras incluem a Cruz de Victoria. As adições desde a década de 1940 permitiram a lembrança da participação da Austrália em todos os conflitos recentes. O Tumba do Soldado Australiano Desconhecido foi adicionado em 1993, para marcar o 75º aniversário do fim da Primeira Guerra Mundial. 
Diretores do Museu até o presente:
- 1919–1920 – Henry Gullett
- 1920–1952 – Major John Linton Treloar
- 1942–1946 – Arthur Bazley
- 1952–1966 – Major J. J. McGrath, ( –1998)
- 1966–1974 – W. R. Lancaster (assistente de direção do Memorial)
- 1975–1982 – Noel Joseph Flanagan,
- 1982–1987 – Air Vice Marshal James H. Flemming
- 1987–1990 – Keith W. Pearson
- 1990–1994 – Brendon E. W. Kelson
- 1996–2012 – Major General Steve Gower
- 2012–present – Dr. Brendan Nelson

## Avenida Anzac
Avenida Anzac é uma via larga, curta e ampla, nomeada em homenagem aos soldados do Corpo de Exército da Austrália e da Nova Zelândia (ANZAC). Ele se estende de perto da costa norte do lago Burley Griffin até o pé do Memorial propriamente dito, ao longo da linha de visão da Casa do Parlamento. Ele separa os subúrbios residenciais de Campbell e Reid, e é bastante traficado como uma rota entre o nordeste de Canberra (Dickson etc.) e a Ponte Kings Avenue.
Ao longo de cada lado da Parada há uma fileira de monumentos que comemoram campanhas ou serviços militares específicos, como a Guerra do Vietnã e os enfermeiros de guerra da Austrália. Os monumentos são principalmente esculturas em uma variedade de estilos que vão do naturalista ao moderno.
O pé da Parada, perto do lago, é emparelhado por esculturas monumentais sob a forma de alças de cesta gigantes, doadas ao Memorial pela Nova Zelândia. Os dois monumentos são dedicados à Austrália e à Nova Zelândia, respectivamente, e são inspirados pelo provérbio maori Mau tena kiwai o te kete, maku tenei, "Cada um de nós no punho da cesta", significando a longa tradição de cooperação e proximidade geral entre os dois países da Commonwealth.
A associação simbólica das duas nações é levada adiante na decoração da vegetação Anzac Parade(Parada Anzac). Longas camas de arbustos de Hebe da Nova Zelândia estão no meio da avenida, e atrás das duas fileiras de monumentos estão estreitas bandas de eucaliptos australianos.

## Área Comemorativa
O Memorial é localizado em um amplo gramado no extremo norte da avenida Anzac. A área comemorativa está situada no centro aberto do edifício memorial (incluindo os claustros de cada lado e o Salão da Memória sob a cúpula central do edifício) e o jardim de esculturas (santuário) está no gramado a oeste.
O coração da área comemorativa é o Hall da Memória (Hall of Memory), uma capela com cúpula alta com um pequeno plano em forma de um octógono. As paredes são revestidas com pequenas telhas de mosaico do chão até a cúpula. Dentro do túmulo do Soldado Australiano Desconhecido. 
Três das paredes, de frente para o leste, o oeste e o sul apresentam projetos de vitrais que representam qualidades de militares e mulheres australianos. Nas quatro paredes voltadas para nordeste, noroeste, sudeste e sudoeste são imagens em mosaico de um marinheiro, uma trabalhadora, um soldado e um aviador, respectivamente.
O mosaico e o vitral são o trabalho do muralista australiano Napier Waller, que perdeu o braço direito em campo de batalha durante a Primeira Guerra Mundial e aprendeu a escrever e criar seus trabalhos com o braço esquerdo. Ele completou seu trabalho em 1958.
Em frente ao Salão da Memória é um pátio estreito com uma piscina memorial em torno de uma chama eterna e flanqueada por calçadas e arbustos, incluindo plantação de alecrim para lembrança. Acima do pátio de ambos os lados há longos claustros que contêm o Rolo da Honra, uma série de placas de bronze que nomeiam os 102.185 militares e mulheres australianas mortas em conflito ou em operações de manutenção da paz. As placas incluem nomes que datam da Expedição sudanesa britânica, da Segunda Guerra dos Boer e da Rebelião Boxer. Toda a parede longa da galeria ocidental é coberta com os nomes dos 66.000 que morreram na Primeira Guerra Mundial. A galeria do leste é coberta com os nomes daqueles que morreram na Segunda Guerra Mundial e conflitos desde então.
O rolo mostra apenas os nomes, não rank ou outros prêmios, como "todos os homens são iguais na morte". Visitando parentes e amigos inserem papoulas nas lacunas entre as placas de bronze, além dos nomes dos que desejam honrar. Esta tradição se originou quando o Soldado Australiano Desconhecido foi enterrado, como as Papoilas foram originalmente destinadas ao seu túmulo. Muitos continuam a ser inseridos ao lado dos nomes daqueles que morreram. O Memorial apenas remove as papoulas quando as placas devem ser submetidas a uma cura para sua preservação, caso contrário, a equipe do Memorial não faz nenhum esforço para removê-las.
A Galeria Colonial localizada atrás da Galeria de Exposições Temporárias afirma que o Intermediário Imperial Bushman Morant da Guerra Boer não aparece no Rolo da Honra, não porque ele foi desonrado, mas porque ele não era um membro das forças armadas australianas. Por outro lado, com a inclusão do livro comemorativo que enumera os nomes de todos os australianos que morreram no serviço de outros exércitos aliados, ele também está ausente, isso se deve ao fato de que ele não estava servindo em uma unidade regular aliada nem era tecnicamente um cidadão australiano na época.